# روزهای افتخار (فیلم ۱۹۴۴)
روزهای افتخار (به انگلیسی: Days of Glory) فیلمی آمریکایی به کارگردانی ژاک تورنر در سال ۱۹۴۴ است که داستان جنگ گروهی از چریک‌های شوروی در حمله نازی‌ها به روسیه در سال ۱۹۴۱ را روایت می‌کند. این فیلم اولین فیلم تامارا تومانووا و گریگوری پک و همچنین دیگر بازیگران اصلی بود.

## داستان
گروهی از پارتیزان‌های شجاع علیه غیرممکن‌ها در زمان حمله نازی‌ها به روسیه در سال ۱۹۴۱ می‌جنگند و…

## بازیگران
- تامارا تومانووا در نقش نینا ایوانوفا
- گریگوری پک در نقش ولادمیر
- آلن رید در نقش ساشا
- ماریا پالمر در نقش یلنا
- لاول گیلمور در نقش سمیون
- هوگو هاس در نقش فدور
- گلن ورنون در نقش میتیا
- دنا پن در نقش اولگا، خواهر کوچک میتیا
- ایگور دولگوروکی در نقش دمیتری
- ادوارد ال. دورست در نقش پیتروف
- لو کراسبی در نقش جان استاب

## تولید
روزهای افتخار یکی از انگشت شمار فیلم‌های هالیوودی است که در زمان شرکت آمریکایی‌ها در جنگ جهانی دوم برای افزایش حمایت عمومی از اتحاد این کشور با اتحاد جماهیر شوروی علیه آلمان نازی ساخته شده‌است.